# Cunningham-Kusu
Der Cunningham-Kusu (Trichosurus cunninghami) ist ein australisches Beuteltier, das in den Bergen und Küstenebenen des südöstlichen Australien vorkommt. Das Verbreitungsgebiet beginnt südlich von Sydney in New South Wales und reicht südlich bis zum Mount Cole in Viktoria. Die Art wurde erst 2002 als eigenständig beschrieben. Die Kusus in diesem Gebiet wurden vorher dem Hundskusu (Trichosurus caninus) zugerechnet. Die Unterschiede zwischen Cunningham-Kusu und Hundskusu sind aber so gering, dass ersterer eventuell eher als Unterart des Hundskusus angesehen werden sollte.
Die Art ist nach dem australischen Wissenschaftler Ross Benjamin Cunningham benannt.

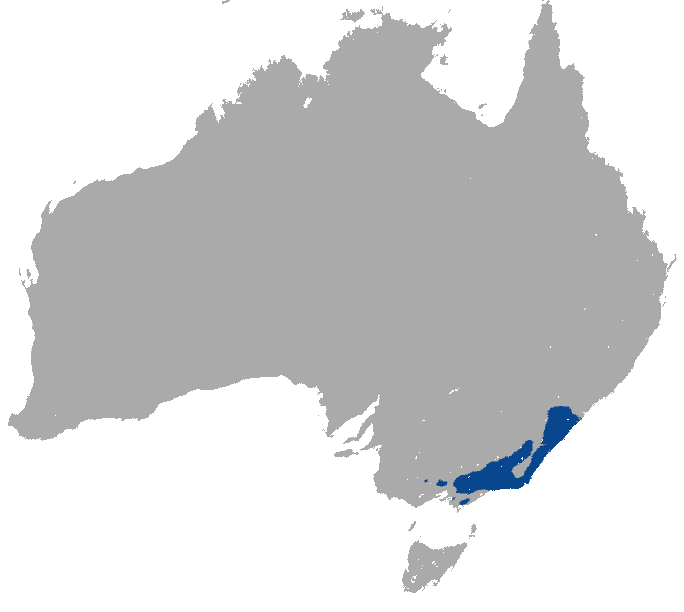
Das Verbreitungsgebiet des Cunningham-Kusus im südöstlichen Australien

## Merkmale
Cunningham-Kusus erreichen eine Kopfrumpflänge von 49 bis 54 cm, haben einen 34 bis 37 cm langen Schwanz und erreichen ein Gewicht von 2,6 bis 4,2 kg. Das Fell des Cunningham-Kusus ist in den Fällen dunkelgrau, der buschige Schwanz ist schwarz. Verglichen mit dem Hundskusu hat der Cunningham-Kusu größere Ohren und Hinterfüße und einen kürzeren Schwanz. Im Unterschied zum Fuchskusu zeigen sie keinen ausgeprägten Geschlechtsdimorphismus.

## Lebensraum und Lebensweise
Der Cunningham-Kusu kommt in subtropischen Regenwäldern und subtropischen und gemäßigten immergrünen Wäldern vor. Die Tiere sind nachtaktiv und verbringen den Tag in Baumhöhlen oder in vom Menschen angebrachten Nistkästen. Cunningham-Kusus ernähren sich vor allem von Blättern, wobei die der Silber-Akazie (Acacia dealbata) besonders wichtig sind. Außerdem werden unter anderem auch Pilze verzehrt, die sowohl auf dem Erdboden gesucht werden als auch ausgegraben werden. Das von einem Individuum genutzte Territorium ist für gewöhnlich 0,7 bis 7 Hektar groß. Der Cunningham-Kusu kann Paare bilden, die monogam sind, dann besitzen sie Männchen und Weibchen ein gemeinsames Territorium. Andere Männchen besitzen Reviere, die sich teilweise mit den Territorien von zwei oder drei Weibchen überlappen und paaren sich mit diesen Weibchen. Zur Kommunikation untereinander dienen ihnen verschiedene Rufe sowie Duftmarkierungen.
Weibchen werden im Alter von zwei Jahren geschlechtsreif, bekommen ihr erstes Jungtier normalerweise aber erst im Alter von drei Jahren. Die Jungtiere werden im März, April oder Mai geboren, die meisten in einem nur zwei bis drei Wochen langen Zeitraum. Pro Geburt kommt nur ein einzelnes Jungtier zur Welt. Die Trächtigkeitsdauer liegt bei 15 bis 17 Tagen. Danach verbringt das Jungtier etwa sechs Monate im Beutel der Mutter. Nachdem es diesen verlassen hat, wird es vom Weibchen für weitere zwei bis drei Monate auf dem Rücken getragen. Nachdem es selbständig geworden ist, bleibt das Jungtier bis zu einem Alter von zwei bis drei Jahren im Territorium der Mutter. Diese können 12 Jahre alt werden, Weibchen erreichen ein Alter von maximal 17 Jahren.
Beutegreifer, die dem Cunningham-Kusu nachstellen, sind vor allem der Riesenkauz (Ninox strenua), der Rotfuchs, die Hauskatze und der Dingo. Der Cunningham-Kusu gilt als ungefährdet.

## Belege
1. ↑  Lindenmayer, D. B.; J. Dubach; et al. (2002). Geographic dimorphism in the mountain brushtail possum T. caninus: the case for a new species. Australian Journal of Zoology. 50 (4): 369–393. doi:10.1071/ZO01047
2. 1 2 3 4  Kristofer Helgen & Stephen Jackson: Family Phalangeridae (Cuscuses, Brush-tailed Possums and Scaly-tailed Possum). In: Don E. Wilson, Russell A. Mittermeier: Handbook of the Mammals of the World – Volume 5. Monotremes and Marsupials. Lynx Editions, 2015, ISBN 978-84-96553-99-6, S. 484
3. ↑  Beolens, Watkins & Grayson: The Eponym Dictionary of Mammals. Johns Hopkins University Press, Baltimore 2009, ISBN 978-0-8018-9304-9, S. 92 (Cunningham).
4. ↑  Trichosurus cunninghami in der Roten Liste gefährdeter Arten der IUCN 2015. Eingestellt von: Menkhorst, P., Taggart, D., Ellis, M. & Martin, R., 2015. Abgerufen am 15. November 2018.